# Frederik Ludvík Hannoverský
Frederik Ludvík Hannoverský (1. února 1707, Hannover – 31. března 1751, Leicester House, Londýn) byl princ z Walesu, následník trůnu Velké Británie, nejstarší syn britského krále Jiřího II. a jeho manželky Karoliny z Ansbachu, dcery Jana Fridricha, markraběte Brandenburg-Ansbach.

## Biografie

### Původ, mládí
Frederik Ludvík Hannoverský se narodil jako nejstarší dítě pozdějšího britského krále Jiřího II. a jeho manželky Karoliny z Ansbachu, dcery Jana Fridricha, markraběte Brandenburg-Ansbach.
Dětství strávil v Hannoveru. V roce 1714 usedl jeho děd, Jiří Ludvík Hannoverský, na trůn Velké Británie a odjel ze země. Spolu s ním odjeli i Frederikovi rodiče, neboť jeho otec se stal korunním princem, následníkem trůnu. Frederik tak vyrůstal vzdálen rodičů i mladších sourozenců, z nichž polovina se narodila již ve Velké Británii. Rodiče se na něj přijeli podívat až v roce 1720, když byl již dospělý a získal mnoho špatných vlastností.
Často reprezentoval zemi i dynastii při různých příležitostech. 26. července roku 1726 mu Jiří I. udělil britské peerovské tituly: vévoda z Edinburghu, markýz Isle of Ely, hrabě Eltham, vikomt Launceston a baron Snowdon. Po dědově smrti v roce 1727 a potažmo nástupu svého otce na trůn se stal Frederik následníkem britského trůnu. V roce 1728 přibyl poprvé do Velké Británie. Dne 8. ledna roku 1729 získal oficiální jmenování princem z Walesu.

### Vztahy s rodiči
Frederikovy vztahy s rodiči byly velmi bouřlivé a třenice především matkou setrvalé a projevovaly se různými způsoby. Princ waleský se stavěl do opozice k politice svého otce, podobně jako to činil on vůči svému otci Jiřímu I. Leicester House, londýnské sídlo následníka trůnu, se rychle stal místem setkávání opozičních politiků. Toto synovo chování se králi Jiřímu pramálo líbilo a po nějakém čase zvažoval vyslání Frederika do kolonií. Konflikt v rodině narůstal po celá 30. léta. Rodiče svého prvorozeného zavrhovali a favorizovali jeho mladšího bratra Viléma Augusta, vévodu z Cumberlandu; král dokonce zvažoval možnost zbavit Frederika Ludvíka následnictví trůnu. Když v roce 1737 královna Karolina umírala, Frederik odmítl se s matkou rozloučit. Nedlouho poté byl vzdálen dvora; od té doby žil na venkově, v Clivedenu v hrabství Buckinghamshire na jihovýchodě Anglie.

### Milovník umění
Frederik byl velkým milovníkem umění a jeho sběratelem. Shromáždil velkou kolekci francouzských, italských, holandských, španělských a vlámských obrazů, mimo jiné díla Van Dycka, Rubense i Breughela. Skupoval i miniatury a kresby. Pod jeho patronátem vznikla jedna z nejpopulárnějších britských písní, Rule, Britannia!, provedená poprvé 1. srpna roku 1740 v Clivedenu, venkovské rezidenci prince z Walesu, jako součást masky (divadelní hry) Alfred, jež byla uvedena u příležitosti nástupu jeho otce Jiřího II. na trůn a třetích narozenin jeho dcery princezny Augusty. Miloval hudbu a sám hrál velmi dobře na violoncello. Podporoval Operu v Lincoln's Inn Fields jako soupeře královské Händlovy opery v Drury Lane, V roce 1731 koupil pozemky u Kew, kde položil základy veřejné Královské botanické zahrady. Princ byl rovněž zaníceným hráčem kriketu.

## Manželství, potomci

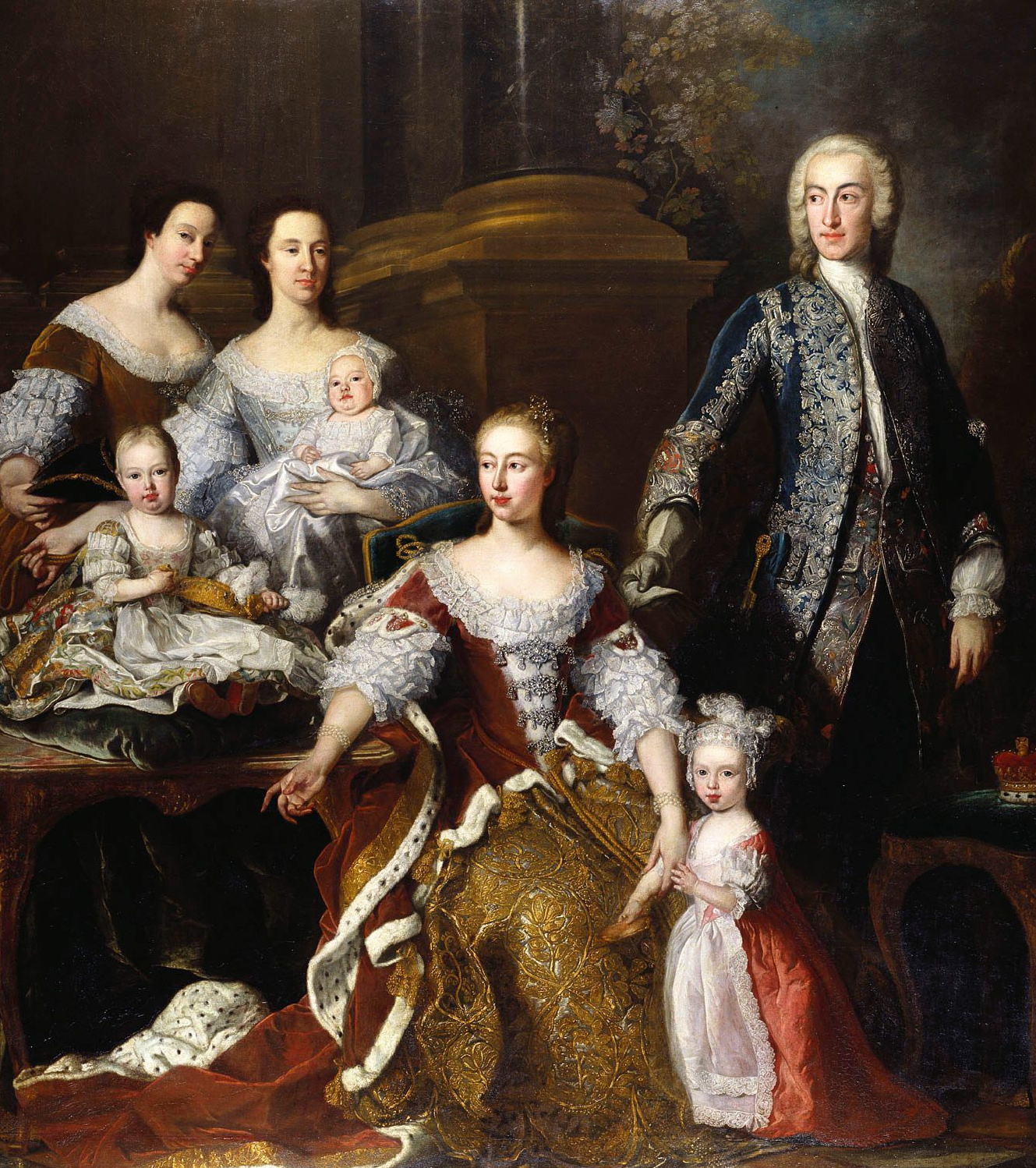
Princ z Walesu Frederik Ludvík a jeho manželka Augusta se svými dětmi (Van Loo, 1739)

Princ Frederik Ludvík, v mládí známý marnotratník a sukničkář, se v manželství usadil. Oženil se 8. května roku 1736 v Královské kapli St James's Palace; třebaže byl v mládí dlouho zasnouben s pruskou princeznou Vilemínou, jeho manželkou se nakonec stala princezna Augustą (30. listopadu 1719 – 8. února 1772), dcera vévody Sachsen-Gotha-Altenburg a Magdaleny Augusty, dcery vévody Karla von Anhalt-Zerbst. Když se oženil, požádal parlament o zvýšení své renty, což mu otec zamítl.
Třebaže mu manželku vybrala matka, s níž se nesnášel, manželství se zdálo šťastným. Vzešlo z něj devět potomků, pět synů a čtyři dcery. Když měla Augusta v roce 1737 porodit, odvezl ji Frederik potají ze St James's Palace do Hampton Courtu, aby si byl jist, že jeho nenáviděná matka nebude porodu přítomna.
Podobné šarvátky Frederika s rodiči pokračovaly i po narození první Frederikovy dcery a v době po smrti jeho matky Karoliny z Ansbachu došlo k jeho úplnému odcizení s otcem.
- 1. Augusta Frederika (31. 7. 1737 Londýn – 23. 3. 1813 tamtéž)
  - ⚭ 1764 Karel Vilém Ferdinand Brunšvicko-Wolfenbüttelský (9. 10. 1735 Wolfenbüttel – 10. 11. 1806 Hamburk), kníže brunšvicko-wolfenbüttelský, vévoda brunšvicko-lüneburský a polní maršál, zemřel na následky zranění utržených v bitvě u Jeny
- 2. Jiří (4. 6. 1738 Londýn – 29. 1. 1820 Windsor), jako Jiří III. panovník Království Velké Británie a Irska, po roce 1801 král Spojeného království Velké Británie a Irska a Hannoveru
  - ⚭ 1761 Šarlota Meklenbursko-Střelická (19. 5. 1744 Mirow – 17. 11. 1818 Kew)
- 3. Eduard August (25. 3. 1739 Londýn – 17. 9. 1767 Monako), vévoda z Yorku a Albany, svobodný a bezdětný
- 4. Alžběta Karolina (10. 1. 1740 Londýn – 4. 9. 1759 Kew), svobodná a bezdětná
- 5. Vilém Jindřich (25. 11. 1743 Londýn – 25. 8. 1805 tamtéž), vévoda z Gloucesteru a Edinburghu
  - ⚭ 1766 Maria Walpole (10. 7. 1736 Londýn – 22. 8. 1807 tamtéž)
- 6. Jindřich Frederik (7. 11. 1745 Londýn – 18. 9. 1790 tamtéž), vévoda z Cumberlandu a Strathearnu, ⚭ 1771 Anne Horton (1743–1808)
  - ⚭ 1771 Anne Horton (24. 1. 1743 Londýn – 28. 12. 1808 Terst)
- 7. Luisa Anna (19. 3. 1749 Londýn – 13. 3. 1768 tamtéž), svobodná a bezdětná
- 8. Frederik Vilém (13. 5. 1750 Londýn – 29. 12. 1765 tamtéž)
- 9. Karolina Matylda (11. 7. 1751 Londýn – 10. 5. 1775 Celle)
  - ⚭ 1766 Kristián VII. (29. 1. 1749 Kodaň – 13. 3. 1808 Rendsburg), král dánský a norský od roku 1766 až do své smrti, kvůli duševní chorobě za něj fakticky vládla státní rada

Kromě těchto legitimních potomků měl i tři levobočky:
- s Annou de Vane (1705–1736), dvorní dámou královny Karoliny:
  - Cornwall Fitzfrederick (1732–1736)
  - Amelie Fitzfrederick (*/† 1733)
- s Margaretou, hraběnkou de Marsac:
  - Karel de Marsac (1736–1820)

### Smrt, odkaz
Frederik nikdy nevstoupil na trůn Velké Británie. Zemřel nečekaně jako čtyřiačtyřicetiletý posledního březnového dne roku 1751, devět let před smrtí svého otce Jiřího II., jehož byl následníkem. Jako příčina se někdy uvádí se zápal plic, jindy že zemřel v důsledku zranění po úderu kriketovou pálkou; avšak skutečná příčina jeho smrti měl být absces v plicích v místech, kam ho týden před tím uhodil kriketový míček.
Pochován byl ve westminsterském opatství. Jeho politické ambice se v důsledku jeho předčasné smrti nenaplnily. Titul prince z Walesu po něm zdědil jeho nejstarší syn Jiří, který v roce 1760 nastoupil po svém dědovi na britský trůn jako král Jiří III.
Na počest prince Frederika byla nazvána města Fredericksburg ve Virginii a Prince Frederick v Marylandu v USA.

## Vývod z předků
|                             |                                     |  |                                      |                                     |  |  |  |  |  |  |  | Jiří Brunšvicko-Lüneburský |
|                             |                                     |  |                                      |                                     |  |  |  |  |  |  |  |                            |
|                             | Arnošt August Brunšvicko-Lüneburský |  |                                      |                                     |  |  |  |  |  |  |  |                            |
|                             |                                     |  |                                      |                                     |  |  |  |  |  |  |  |                            |
|                             |                                     |  |                                      | Anna Eleonora Hesensko-Darmstadtská |  |  |  |  |  |  |  |                            |
|                             |                                     |  |                                      |                                     |  |  |  |  |  |  |  |                            |
|                             | Jiří I.                             |  |                                      |                                     |  |  |  |  |  |  |  |                            |
|                             |                                     |  |                                      |                                     |  |  |  |  |  |  |  |                            |
|                             |                                     |  |                                      | Fridrich Falcký                     |  |  |  |  |  |  |  |                            |
|                             |                                     |  |                                      |                                     |  |  |  |  |  |  |  |                            |
|                             | Žofie Hannoverská                   |  |                                      |                                     |  |  |  |  |  |  |  |                            |
|                             |                                     |  |                                      |                                     |  |  |  |  |  |  |  |                            |
|                             |                                     |  |                                      | Alžběta Stuartovna                  |  |  |  |  |  |  |  |                            |
|                             |                                     |  |                                      |                                     |  |  |  |  |  |  |  |                            |
|                             | Jiří II.                            |  |                                      |                                     |  |  |  |  |  |  |  |                            |
|                             |                                     |  |                                      |                                     |  |  |  |  |  |  |  |                            |
|                             |                                     |  |                                      | Joachim Arnošt Oettingenský         |  |  |  |  |  |  |  |                            |
|                             |                                     |  |                                      |                                     |  |  |  |  |  |  |  |                            |
|                             | Jiří Vilém Brunšvicko-Lüneburský    |  |                                      |                                     |  |  |  |  |  |  |  |                            |
|                             |                                     |  |                                      |                                     |  |  |  |  |  |  |  |                            |
|                             |                                     |  |                                      | Anna Sibylla Solmsko-Sonnenwaldská  |  |  |  |  |  |  |  |                            |
|                             |                                     |  |                                      |                                     |  |  |  |  |  |  |  |                            |
|                             | Žofie Dorotea z Celle               |  |                                      |                                     |  |  |  |  |  |  |  |                            |
|                             |                                     |  |                                      |                                     |  |  |  |  |  |  |  |                            |
|                             |                                     |  |                                      | Alexandr II. Desmier d'Olbreuse     |  |  |  |  |  |  |  |                            |
|                             |                                     |  |                                      |                                     |  |  |  |  |  |  |  |                            |
|                             | Éléonore Desmier d'Olbreuse         |  |                                      |                                     |  |  |  |  |  |  |  |                            |
|                             |                                     |  |                                      |                                     |  |  |  |  |  |  |  |                            |
|                             |                                     |  |                                      | Jacquette Poussard de Vandré        |  |  |  |  |  |  |  |                            |
|                             |                                     |  |                                      |                                     |  |  |  |  |  |  |  |                            |
| Frederik Ludvík Hannoverský |                                     |  |                                      |                                     |  |  |  |  |  |  |  |                            |
|                             |                                     |  |                                      |                                     |  |  |  |  |  |  |  |                            |
|                             |                                     |  | Joachim Arnošt Braniborsko-Ansbašský |                                     |  |  |  |  |  |  |  |                            |
|                             |                                     |  |                                      |                                     |  |  |  |  |  |  |  |                            |
|                             | Albrecht II. Braniborsko-Ansbašský  |  |                                      |                                     |  |  |  |  |  |  |  |                            |
|                             |                                     |  |                                      |                                     |  |  |  |  |  |  |  |                            |
|                             |                                     |  |                                      | Žofie Solmsko-Laubachská            |  |  |  |  |  |  |  |                            |
|                             |                                     |  |                                      |                                     |  |  |  |  |  |  |  |                            |
|                             | Jan Fridrich Braniborsko-Ansbašský  |  |                                      |                                     |  |  |  |  |  |  |  |                            |
|                             |                                     |  |                                      |                                     |  |  |  |  |  |  |  |                            |
|                             |                                     |  |                                      | Jiří Vilém Brunšvicko-Lüneburský    |  |  |  |  |  |  |  |                            |
|                             |                                     |  |                                      |                                     |  |  |  |  |  |  |  |                            |
|                             | Žofie Markéta Oettingenská          |  |                                      |                                     |  |  |  |  |  |  |  |                            |
|                             |                                     |  |                                      |                                     |  |  |  |  |  |  |  |                            |
|                             |                                     |  |                                      | Éléonore d'Olbreuse                 |  |  |  |  |  |  |  |                            |
|                             |                                     |  |                                      |                                     |  |  |  |  |  |  |  |                            |
|                             | Karolina z Ansbachu                 |  |                                      |                                     |  |  |  |  |  |  |  |                            |
|                             |                                     |  |                                      |                                     |  |  |  |  |  |  |  |                            |
|                             |                                     |  |                                      | Vilém Sasko-Výmarský                |  |  |  |  |  |  |  |                            |
|                             |                                     |  |                                      |                                     |  |  |  |  |  |  |  |                            |
|                             | Jan Jiří I. Sasko-Eisenašský        |  |                                      |                                     |  |  |  |  |  |  |  |                            |
|                             |                                     |  |                                      |                                     |  |  |  |  |  |  |  |                            |
|                             |                                     |  |                                      | Eleonora Dorotea Anhaltsko-Desavská |  |  |  |  |  |  |  |                            |
|                             |                                     |  |                                      |                                     |  |  |  |  |  |  |  |                            |
|                             | Eleonora Sasko-Eisenašská           |  |                                      |                                     |  |  |  |  |  |  |  |                            |
|                             |                                     |  |                                      |                                     |  |  |  |  |  |  |  |                            |
|                             |                                     |  |                                      | Arnošt Saynsko-Wittgensteinský      |  |  |  |  |  |  |  |                            |
|                             |                                     |  |                                      |                                     |  |  |  |  |  |  |  |                            |
|                             | Johana Saynsko-Wittgensteinská      |  |                                      |                                     |  |  |  |  |  |  |  |                            |
|                             |                                     |  |                                      |                                     |  |  |  |  |  |  |  |                            |
|                             |                                     |  |                                      | Lujza Juliana Erbašská              |  |  |  |  |  |  |  |                            |
|                             |                                     |  |                                      |                                     |  |  |  |  |  |  |  |                            |